# Laurie Hughes
Lawrence "Laurie" Hughes (Liverpool, 2 de março de 1924 - 9 de setembro de 2011) foi um futebolista inglês, que atuava como atacante.

## Carreira
Laurie Hughes fez parte do elenco da Seleção Inglesa de Futebol que disputou a Copa do Mundo de 1950 no Brasil.

## Ligações Externas
- Perfil em FIFA.com (em inglês)